# Gormiti
A Gormiti (eredeti cím: Gormiti: The Lords of Nature Return!) 2009-től 2011-ig futott olasz televíziós 2D-s számítógépes animációs kalandsorozat, amelynek rendezői Pascal Ropars, Pascal Jardin és Sylvain Girault. A tévéfilmsorozat a Giochi Preziosi és a Marathon Media Group gyártásában készült. Műfaját tekintve fantasy filmsorozat, akciófilm-sorozat, kalandfilmsorozat és filmvígjáték-sorozat. Amerikában a Cartoon Network és a Disney XD, míg Magyarországon a Megamax sugározta. 2024. április 28-tól a Kölyökklub is bemutatta.

## Történet
Valaha természetszerető népek laktak békében Gorm szigetén. Az Öreg Bölcs felügyelt rájuk,aki a természetnek és a mágiának az egyensúlyára vigyázott. Egy napon az addig nyugodt Vulkán-hegy kitört és óriási rombolást okozott és kioltotta az életet a valaha zöldelltő Gorm szigeten. Magor létrehozta Magmiont és Laviont. Ezek után fakadt új élet, a gonosz Magor, amely ezen a szigeten született. Sötét erejének köszönhetően, a Vulkán ura, az uralma alá tudta hajtani, az ott újonnan születő védtelen lényeket. De egyre jobban rettegésben és egymáshoz viszonyuló ellenségeskedésben élve, egyre jobban rombolásnak indult a Magma és láva nép. Erre Magor úgy döntött, hogy a Vulkán-hegy mélyébe egy időre a népek elvonulnak erőt gyűjteni. Ezt a pillanatot várta az Öreg Bölcs és újjáteremtette az életet Gorm szigetén – megalkotta a Tengerek, a Föld, az Ég és az Erdő népét. Egy hatalmas vezetőt, állított élükre, aki egy-egy különleges képességű, hatalmas erővel rendelkezik. Magor látta, hogy eljött az idő, amikor a rejtekéből ismét előjöhet. Az Öreg Bölcs az élet szeme segítségével létrehozta Gheost, Tasaraut, Poivronst és Noctist. Minden évben megrendezték Valladoin napját de ezúttal Gormiti minden egyes lényére, gonosz hatalmát ki akarta terjeszteni. Az Öreg Bölcs figyelmeztette, hogy a négy nép vezetőit a harc felkészülésre. De Gormiti összes lakójára, a Vulkán-hegyben megerősödő Magor gonosz átkot szórt.
A Gormiti első generációi sok új harcosnak adtak utat, és egy különösen ritka esemény a szigetet jelenti: egy napfogyatkozás. Kihasználják a lehetőséget, hogy nagyszerű bajnokságot szervezzenek az Astreg síkságon, amelybe csak egyes emberek bajnokai férhetnek hozzá, és akiknek győzelme a Gorm herceg régóta várt címe alapján jár el. Így a négy törzsnek ki kell választania vezetőjét, és kiválasztásra kerül a Föld ura Kolossus, az Erdő ura Barbataus, a Tenger ura Carrapax és a Levegő ura Héliosz. A verseny első fordulója Carrapax győzelmével Kolossus és Barbataus győzelmével Héliosz felett; a második fordulóban Carrapaxnak van előnye, de győzelmét félbeszakítja Mély Horror, a Magán szolgálatában álló új vulkán ura, aki megpróbálja kiütni a jobb karjával, a Tűz rémálmával együtt. A Jó Urak ezután összejönnek, hogy legyőzzék, és egyszer és mindenkorra újra felfedezik a testvériséget, amely valaha is jellemezte a kapcsolatukat.
Magor új tervet eszel ki, és a Vulkán embereinek egy atomic erővel bíró hatalommal bír. A Mély Horror erejének látványos növekedése miatt Hélioszt vonzza és megtéveszti a Vulkán, ahol Magor hasonló erőt ígér neki hűségéért cserébe. Így az ég emberei a Gonosz oldalára állnak, ajándékba véve a Mágikus Világosság erejét. A Héliosz árulásából származó bevételek ellensúlyozására az öreg bölcs a Jó Urakat küldi küldetésre, hogy új varázslatos erőket is megszerezzenek; Kolossus a Muscori erőt a Roscamar-barlangban, Barbataus az ősi mimikát a Csendes erdőben és Carrapax a mély biolumineszcenciát a Szellem- gödörben. A Gormitik így új és hosszú csatát kezd el.
Az ég és Vulkán együttes támadásaival elgyengítve a Jók népei elveszítik minden reményüket a háború megnyerésére. A három fennmaradó jó ura és Csendes sólyom, az ég népének egyetlen tagja, aki jó maradt, összegyûlnek az élet szent oltáránál, a Mágikus Harmat síkságán, és elkeseredetten ölelésbe kezdenek; de könnyeik energiát adnak az élet Szemének, amely a Gorm fényében a leghatalmasabb urat idézi: Sommo Luminescentet, amelyet három új vezető követ – az Antigo Thorg, Grandalbero és Nobilmantis – és az ő népeik. A Jó látszólagos álláspontja ellenére Magor szintén felszólítja Gormot a könyörtelen harcosok új vonalára: Devilfenix az égiek számára, Armageddon a Vulkán számára és a Sötétség népeinek szörnyű Ura, Obscurio, Sommo Luminescente keserű riválisa.
Kicsit később el kezdődött az utolsó csata, az óriások csatája. A Jó és a Gonosz Urai megkapják az atomhatalmakat (mythos), amelyek valaha az Atomic Gormitikhoz tartoztak, Sommo és Obscurio sokáig harcolnak.
Időközben, amikor a harc fellobbant, az öreg bölcs menedéket nyújt a Roscamar-barlangba, ahol egy varázslatos szertartás útján azt tervezi, hogy a négy eredeti urat visszahozza Gormba. Azt is sikerrel látja e, hogy jelenlegi Lordjait olyan alanyokkal látja el, amelyek támogatják őket az összecsapásban – Roscalion, Troncalion, Tentaclion és Luxalion – még akkor is, ha a lépést Magor azonnal másolja a Fenision, Drakkon és Cerberion részvételével. Később Magornak sikerül pontosan meghatároznia helyzetét és az élet szemét. Az Öreg Bölcs nem talál más megoldást, mint hogy a Szemt elérhetetlen helyre vigye, és Sommot megbízza az űrbe indításának feladatával. A szándék sikeres, de a gormitiknak fokozatosan csökken a hatalma. Időközben Gheos, Tasarau, Poivrons, Noctis, Magmion és Lavion visszatérnek Gorm szigetére.
Az óriások csatája után az Élet Szemét két energiájú sugár tekercseli a Napból és a Holdból, amely meteorit formájában esik a szigetre. Sommo és Obscurio, attól tartva, hogy károsíthatják a földjeiket, átmenetileg szövetségesek lesznek, és megpróbálják eltéríteni, de nap- és holdi energiát sújtanak, és új, halálos energiát szereznek. A meteor belecsapódik Gormba, és az összes Mythos népe átalakulását idézi elő. Az öreg bölcs felfedi a Gormitik számára a meteorit és az energia valódi identitását, egy Neozon nevű erővel, amely lehetővé tette a végső evolúció elérését. Az élet szemét az ütközéssel öt különböző színű töredékre osztják, amelyek a megfelelő emberek felé irányulnak: Gheos, Tasarau, Poivrons, Noctis, Magmion és Lavion népei így viszont az atomic erőket kapják. Megállapítva, hogy a sziget már túl kicsi az összes gormiti számára, a Gorm történetének utolsó nagy háborúját tervezik.
A Jó és a Gonosz erői közötti határozott összecsapás során a Magor szolgái megpróbálják egységesíteni hatalmukat a Jó hadsereg legyőzéséhez egy hatalmas energia gömb létrehozásával. Ennek ellensúlyozására, figyelmen kívül hagyva az öreg bölcs ajánlását, Sommo arra ösztönzi szövetségeseit, hogy ugyanezt tegyék meg, és a két energia egymással ellentétes. Így megnyílik az Ultradimenziós örvény, egy varázslatos járat, amely elkezd felszívni mindent, ami a hatósugarán belül van. Mind a Mythos parancsnokokat, mind az Energheia-t beszívják, kivéve Laviont és Magmiont, akiknek sikerült időben elmenekülni. Magor is megpróbál elmenekülni, hogy ellopja az Élet Szemét, de az Régi Bölcs elfogja, és az örvénybe kerül a többiekkel együtt. Lemondott, és hagyta el földjét az Ősi Gárda kezekben. Az Öreg bevezeti magát a portálba, és ideális helyet keres az élet szemeinek letétbe helyezéséig, amíg az új generáció Gormiti meg nem érkezik. Úgy dönt, hogy a gormiti világának megismerését egy barlang belsejében lévő lény tojására bízza, ahol egyidejűleg négy emberi fiú arca jelenik meg, amelyek négy Gormiti formájúak, úgy hogy a tojás képes elvégezni küldetését.
Ezek az animációs kisfilmek nem jelentek meg magyarul.
Magyarországon csak a 2. és az atomic széria figurái voltak kaphatóak.

## Szereplők
- Toby Tripp – Szőke hajú, kék szemű fiú, aki Nick bátyja és némileg lusta. A víz ura, a folyókról és tengerekről irányítja a vizet. Szereti a labdarúgást, és szeret trükköket játszani. Jessicával van egy szerelmi érdeklődése.
- Nick Tripp – Barna hajú, barna szemű és szemüveges fiú, aki Toby öccse. Természetfakadóan szorgalmas. A tanulmányairól sincs aggodalom. A föld ura, a sziklákat és köveket irányítja.
- Lucas Wanson – Barna hajú, barna bőrű fiú, aki irigy pillantásokkal nagyon szereti a természetet. Szeret az iskolában művelni. Az erdő ura, irányítja a fákat és a többi növényt. Szereti a virágokat, a fákat és madarakat. Feledékeny Gina iránti érzésével.
- Jessica Herleins – Szőke hajú, fehér bőrű, kék szemű lány. Az egyetlen kislány a csapatban, optimista gyerek, nem ijed meg sohase arra az arcra, amit Toby Gormitiként szerez neki, de néha dühös. A szél hölgye, irányítja és röpíti a szeleket. Bár gyakran részt vett a divattal kapcsolatos eseményekben, és a barátaival mindig ott van.
- Razzle – Beszélő dinoszaurusz, aki olyan kicsi, mint egy gyík.
- Paula Pickney – Barna hajú, fehér bőrű lány, aki az első évszakban megpróbálja mindig megakadályozni Tobyt, Lucast, Nicket és Jessicát. A fényképezőgépével tesztlövéseket tett, amiket azután megmutatott Ike-nak. Szerencsére ezeket a fotókat törölték, és képtelen lett megakadályozni a társaságot.
- Ike Pickney – Paula bátyja, aki szintén az első évszakban jelenik meg. Nicknek egy osztálytársa. Rossz ízlésekben sülnek el a viccei, és ismeretlen okokért utálja Tobyt. Általában hajlik arra, hogy a védelmezője legyen.
- Gina Louren – Jessica legjobb barátja, szereti Ike-ot és Paulát. Az első évszakban jelenik meg, a harmadik évszakra vonatkozó célja érdekében. Szintén a divattal foglalkozik mint Jessica, és ott van mindig amikor szűkölködik. Lucasba szerelmes, és nincsenek problémái. Részt vesz Toby és Nick műsorain.

## Magyar változat
| Szereplő         | Eredeti hang | Magyar hang (Megamax összes rész)                  | Magyar hang (Kölyökklub, 2-3. évad) |
| ---------------- | ------------ | -------------------------------------------------- | ----------------------------------- |
| Jessica Herleins |              | Hermann Lilla, Mezei Kitty (gormiti)               | Hermann Lilla                       |
| Lucas Wanson     |              | Bogdán Gergő, Élő Balázs (gormiti)                 | Bogdán Gergő                        |
| Nick Tripp       |              | Császár András, Juhász Zoltán (gormiti)            | Czető Ádám                          |
| Toby Tripp       |              | Czető Ádám, Stern Dániel (gormiti)                 | Penke Bence                         |
| Razzle           |              | Bartucz Attila (1-2. évad) Fekete Zoltán (3. évad) | Pálmai Szabolcs                     |

### Magyar változat (Megamax)
A szinkront a Masterfilm Digital készítette.
- Bemondó: Endrédi Máté
- Magyar szöveg: Szojka László
- Hangmérnök és vágó: Takács György
- Gyártásvezető: Lajtai Erzsébet
- Szinkronrendező: Zákányi Balázs
- További magyar hangok: Seder Gábor, Csík Csaba, Baradlay Viktor, Rada Bálint, Dóka Andrea, Szatmári Attila, Varga Tamás, Hám Bertalan, Bácskai János, Berzsenyi Zoltán

### Magyar változat (Kölyökklub)
A szinkron az RTL Magyarország számára a Mikroszinkronban készült.
- Bemondó: Zahorán Adrienne
- Magyar szöveg: Szlávecz Katalin
- Hangmérnök: Bán Péter
- Vágó: Kozma Judit
- Gyártásvezető: Lajtai Erzsébet
- Szinkronrendező: Kozma Mari
- További magyar hangok: Tárnok Csaba, Viczián Ottó (A fény ura), Papucsek Vilmos, Orbán Gábor, Orosz Gergely, Egressy G. Tamás, Molnár Levente, Csuha Lajos, Dóka Andrea, Janicsek Péter, Fehér Péter, Bácskai János, Bergendi Áron, Szokol Péter

## Epizódok
| Évad | Évad | Részek száma | Részek száma | Eredeti sugárzás  | Eredeti sugárzás    | Magyar sugárzás | Magyar sugárzás |
| Évad | Évad | Részek száma | Részek száma | Évadbemutató      | Évadzáró            | Évadbemutató    | Évadzáró        |
| ---- | ---- | ------------ | ------------ | ----------------- | ------------------- | --------------- | --------------- |
|      | 1.   | 26           | 26           | 2008. október 27. | 2009. december 30.  | n. a.           | n. a.           |
|      | 2.   | 26           | 26           | 2009. október 31. | 2010. október 24.   | n. a.           | n. a.           |
|      | 3.   | 13           | 13           | 2010. október 30. | 2011. augusztus 11. | n. a.           | n. a.           |